# Liste der Biografien/Clax
Liste der Biografien |
Portal Biografien |
Personensuche
# |
A |
B |
C |
D |
E |
F |
G |
H |
I |
J |
K |
L |
M |
N |
O |
P |
Q |
R |
S |
T |
U |
V |
W |
X |
Y |
Z |
?
 
Ca |
Cb |
Cc |
Ce |
Ch |
Ci |
Cj |
Ck |
Cl |
Cm |
Cn |
Co |
Cr |
Cs |
Ct |
Cu |
Cv |
Cw |
Cy |
Cz
 
Cla |
Cle |
Cli |
Clo |
Clu |
Clw |
Cly
 
Claa |
Clab |
Clac |
Clad |
Clae |
Claf |
Clag |
Clah |
Clai |
Claj |
Clam |
Clan |
Clap |
Clar |
Clas |
Clat |
Clau |
Clav |
Claw |
Clax |
Clay
Die Liste der Biografien führt alle Personen auf, die in der deutschsprachigen Wikipedia einen Artikel haben. Dieses ist eine Teilliste mit 8 Einträgen von Personen, deren Namen mit den Buchstaben „Clax“ beginnt.

## Clax

### Claxt
- Claxton, Brooke (1898–1960), Politiker der Liberalen Partei Kanadas
- Claxton, Grace (* 1993), puerto-ricanische Leichtathletin
- Claxton, Jane (* 1992), australische Hockeyspielerin
- Claxton, Michael (* 1976), US-amerikanischer Basketballtrainer und -spieler
- Claxton, Nicolas (* 1999), US-amerikanischer BasketballspielerNicolas Claxton (* 1999)

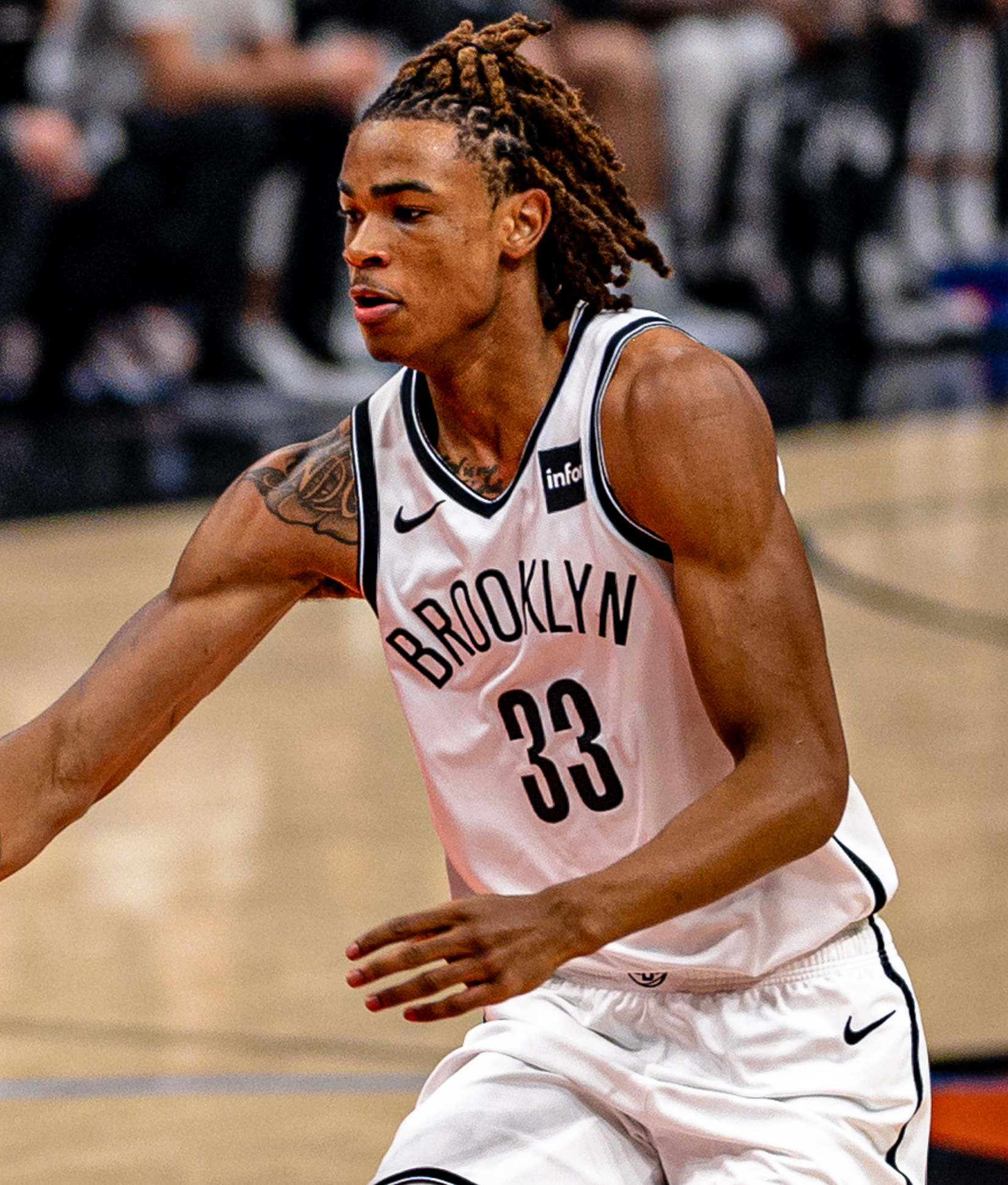
Nicolas Claxton (* 1999)

- Claxton, Rozelle (1913–1995), US-amerikanischer Jazzpianist und Arrangeur
- Claxton, William (1927–2008), US-amerikanischer Fotograf
- Claxton, William F. (1914–1996), US-amerikanischer Schnittmeister, Filmregisseur und Filmproduzent